# Номерные радиостанции
Номерны́е радиоста́нции или числовы́е радиоста́нции — коротковолновые радиостанции, о принадлежности которых к какой-либо стране или организации достоверно неизвестно. Они передают в эфир набор чисел, слов или букв, который зачитывает диктор или синтезированный компьютером голос. В некоторых случаях используется фонетический алфавит. Передаваемые данные представляют собой зашифрованные сведения и могут принадлежать многим организациям — например, разведкам, передающим зашифрованные сообщения своим агентам (об этом способе достоверно известно).
Голоса дикторов часто сгенерированы или необратимо искажены при помощи электроники или компьютерных программ-вокодеров, — что исключает определение национальности и других особенностей диктора. Живые голоса обычно женские, но иногда используются мужские или детские. Некоторые станции дублируют свои передачи, кроме голосовых сообщений, телеграфным кодом Морзе на других частотах. Некоторые передают группы цифр только кодом Морзе. Структура этих сообщений такая же, как и при голосовых сообщениях — пятизначные группы цифр или букв. Всегда используется шифр Вернама или одноразовый код (например, станция S03 «Okno» передавала в эфир условную фразу — «okno okno okno, day of sun day of sun»). В последнее время используются цифровые (электронные) протоколы передачи, при этом структура зашифрованных сообщений не меняется.
Принято считать, что номерные радиостанции используются разведывательными службами разных стран мира в качестве одностороннего канала связи со шпионами, работающими на задании. Ни одно правительство, на чьей территории работают эти станции, официально не признавало этого объяснения.
Некоторые номерные радиостанции появляются и исчезают, а некоторые работают в соответствии с расписанием.
Зашифрованные односторонние сообщения (англ. OWVC — One Way Voice Channel), передаваемые в КВ эфире, могут использоваться не только разведками разных государств, но и прочими легальными и нелегальными организациями как самый простой и надёжный способ передачи данных на любое расстояние. Также высказывалось предположение о принадлежности некоторых испаноязычных номерных радиостанций к наркомафии — якобы, зашифрованные сообщения используются для связи между наркокартелями по всему миру и для связи с морскими судами, перевозящими наркотики.
Станции используются даже в настоящее время. В отличие от других способов передачи секретной информации, радиостанции позволяют достигнуть полной анонимности адресата, которая для шпионов так же важна, как и секретность сообщения. Адресат может принимать сообщение с помощью обычного бытового приёмника с коротковолновым диапазоном.

## Предположительное происхождение и использование
Согласно информации проекта «Conet», номерные радиостанции вещали уже со времён Первой мировой войны. Одним из первых людей, которые стали перехватывать подобные числовые данные, считается эрцгерцог Антон Австрийский, увлекавшийся ещё с юности телеграфной и радиосвязью — таковым его назвали в одном из эфиров программы Kurzwellenpanorama австрийского радио. Во время Первой мировой войны он начал прослушивать эфир ряда номерных радиостанций стран-противников Австро-Венгрии, записывать услышанные в эфире числовые данные и передавать их австро-венгерской военной разведке. В частности, он перехватывал эфиры радиостанций под кодовыми названиями FL (Tour Eiffel, Париж), ICI (Кортона) и MSK (Москва). Расшифровкой этих данных занималось управление из трёх групп: группы по взлому русских кодов (начальник — Виктор фон Маркезетти), румынских кодов (капитан Корнелиус Сабу) и итальянских кодов (майор Андреас Фидль). Фидль позже сделал карьеру как ведущий специалист по криптографии в Австрийской Республике и в Третьем рейхе.
Принято считать (в одном случае даже предъявлялось официальное обвинение), что номерные радиостанции работают, как простой и надёжный способ коммуникации правительственных организаций и шпионов, работающих под прикрытием. Из многочисленных документальных книг и мемуаров отставных разведчиков известно, что для расшифровки таких посланий используются так называемые одноразовые блокноты — абсолютно стойкая криптосистема, при её правильном использовании.
В пользу этой версии говорит также то, что содержание (количество групп в сообщениях увеличивалось) и расписание номерных радиопередач резко изменялось в период необычных политических событий (например во время российского конституционного кризиса 1993 года). В 1991 году, во время августовского путча, номерная станция с условным обозначением S07c «4f non-random» несколько раз в сутки передавала в эфир сообщение, состоящее из одной группы — «5 5 5 5 5».
Сигнал радиопередатчика мощностью около 100 Вт (что может обеспечить радиолюбительский трансивер среднего класса) может быть принят во всём мире при благоприятных условиях (оптимальная частота для данного времени года и уровня солнечной активности, направленная передающая антенна, низкий уровень местных помех). Однако шпионы вынуждены работать с обычными портативными приёмниками в любых условиях, и только передатчики огромной мощности могут гарантировать доставку предназначенного им сигнала в любую точку земного шара. Конечно, некоторые правительства не нуждаются в таких мощных передатчиках, если работа с их сигналом ведётся на территории близлежащих государств.
Несмотря на то, что ни один вещатель или правительство не признали использование номерных радиостанций, в 1988 году в статье в «Дейли телеграф» был процитирован анонимный источник из Министерства торговли и промышленности Великобритании (эта организация регулирует радиовещание в Великобритании), который сказал: «Они [номерные радиостанции] именно то, что вы полагаете. Люди не должны быть введены в заблуждение. Станции не предназначены, скажем так, для общественного потребления».
Энтузиасты, исследующие деятельность номерных радиостанций, часто дают этим станциям названия, указывающие на характерные признаки их вещания. Например, станция «Lincolnshire Poacher» («Линкольнширский браконьер») называется так потому, что перед передачей каждого числового ряда, в её эфире звучат два такта одноимённой народной песенки.
В эфире станции «Magnetic Fields» («Магнитные поля») до и после набора чисел звучит музыка французского музыканта Жана Мишеля Жарра. «Atención» начинает передачи с испанской фразы: «¡Atención! ¡Atención!» («Внимание! Внимание!»).
Определение местоположения номерной радиостанции — довольно дорогостоящая и требующая затрат времени задача. Однако ошибки со стороны вещателя, пеленгация и знание особенностей распространения коротковолнового сигнала может дать любителям расследований существенные подсказки.
Например, считается, что станция «Atención» находится на Кубе. Происхождение этой версии связано с тем, что однажды по ошибке «Радио Гавана Куба» некоторое время вещала на той же частоте. Возможно, радиоволны этих двух радиостанций проинтерферировали между собой, но возможно, что оператор «Atención» слушал передачу «Радио Гавана» и нечаянно выдал её в эфир. (Приблизительно в 2000—2001 годах США официально объявили «Atención» кубинской радиостанцией.)
В 1980—1990 годах в журнале для радиолюбителей была опубликована статья, рассказывающая о том, как несколько человек при помощи переносного пеленгатора смогли обнаружить передающую антенну номерной радиостанции во Флориде или в Уорентоне, в здании, принадлежащем военным. Как предполагают участники проекта, передатчик соединён телефонной линией с источником в Вашингтоне. Автор статьи пишет, что Федеральное агентство по связи (FCC) не желает отвечать на общественные запросы по поводу номерных радиостанций.
Перед началом работы некоторых номерных радиостанций можно услышать тональные сигналы разного рода — начиная от многотоновых мелодий и заканчивая просто однотональным сигналом. Эти тона используются для точной слуховой настройки радиоприёмника на станцию и являются обозначением начала передачи для принимающей стороны.

## Попытки расшифровки сообщений
Как говорилось выше, при использовании одноразовых шифров задача расшифровки сообщения будет практически невыполнима.
Но и не зная, о чём сообщение, просто ведя наблюдение за радиостанциями и анализируя их работу, можно выявить некоторые закономерности. Известен единственный случай передачи открытого сообщения номерной станцией, в данном случае E10 MOSSAD. В 22:00 UTC, 15 марта 2006 года на частоте 5339 кГц, идентификатор «Kilo Papa Alpha», было передано повторяющееся сообщение: «KPA G1O2O3D4N5I6G7H8T». Если убрать порядковые числа, то получается «GOODNIGHT». Аудиозапись была сделана участником «Poacher from Russia» Yahoo группы ENIGMA2000.

## Некоторые известные радиостанции
- Lincolnshire Poacher
- УВБ-76
- Капля
- Swedish Rhapsody
- Atención
- Gong — вещала до 1990 года из Цессена; предположительно, находилась в ведении Национальной народной армии ГДР. Вещание прекратилось после распада ГДР и расформирования восточногерманских силовых структур[11].
- The Squeaky Wheel[англ.]
- Star Star Broadcasting Station[англ.]
- Cherry Ripe[англ.]
- The Pip[англ.]
- Tyrolean Music Station — вещала с начала 1970-х по 1975 год из Шартра, находилась в ведении французской спецслужбы SDECE. Вещание прекратилось после того, как факт передачи информации был опубликован в журнале Interférences в 1975 году[12].

## Дело радиостанции «Atención»
Кубинская радиостанция «Atención» стала первой номерной радиостанцией, официально объявленной шпионской. Это заявление было центральным в деле по обвинению в шпионаже после раскрытия кубинской шпионской сети «Оса» (исп. La Red Avispa) — деле так называемой Кубинской пятёрки. В 1998 году американские обвинители заявили, что подозреваемые вводили услышанные по «Atención» числа в компьютер с установленной программой для расшифровки шпионских инструкций. Сотрудники ФБР в 1995 году смогли скопировать эту программу и расшифровали некоторые сообщения.
В свидетельских показаниях использовались три примера расшифрованных сообщений «Atención». Язык исходных сообщений не указан.
| Сообщение на английском                                                                                                  | Сообщение на испанском                                                                                           | Перевод на русский | Символов в сообщениях |
| --- | --- | --- | --------------------- |
| Prioritize and continue to strengthen friendship with Joe and Dennis                                                     | Tomen prioridad y fortalezcan la amistad con Joe y Dennis                                                        | Расположите всё по приоритетам и продолжайте укреплять дружбу с Джо и Деннисом                                              | 68 символов           |
| Under no circumstances should [agents] German nor Castor fly with BTTR or another organization on days 24, 25, 26 and 27 | Bajo ninguna circunstancia deben German ni Castor volar con BTTR u otra organización en los días 24, 25, 26 y 27 | Ни при каких обстоятельствах [агенты] Герман и Кастор не должны лететь с BTTR или другой организацией 24, 25, 26 и 27 числа | 112 символов          |
| Congratulate all the female comrades for International Day of the Woman                                                  | Congratulamos a todas las camaradas por el Día Internacional de la Mujer                                         | Поздравьте всех товарищей-женщин с Международным Женским Днём                                                               | 71 символ             |

Послания передавались на скорости 1 символ (или число) в секунду, передача целого сообщения занимала минуту и более.
В 2001 году модератор списка рассылки исследователей деятельности номерных радиостанций заявлял, что кое-кто из получателей списка взламывал код для расшифровки сообщений «Atención». Это возможно, если один и тот же код шифровального блокнота используется неоднократно.

## Форматы
В основном номерные радиостанции работают в одинаковом формате, однако имеются некоторые различия. Передача начинается в начале часа или получаса.
В качестве прелюдии используется какой-либо идентификатор для станции, а иногда и для адресата сообщения. Идентификатор может быть фонетическим или числовым («Charlie India Oscar», «250 250 250»), использовать характерные фразы («¡Atención! ¡Atención!», «1234567890») или фрагменты музыкальных произведений. Вступление может также указывать на характер и приоритет сообщения или предупреждать, что сообщения не будет. Часто вступление повторяется в течение некоторого времени.
Затем следуют группы из четырёх или пяти цифр и/или букв. Для обеспечения надёжности передачи, компьютер повторяет каждую группу дважды или дублирует сообщение целиком. Такие сообщения обычно можно расшифровать при помощи одноразового шифровального блокнота.
Некоторые станции передают несколько сообщений. В этом случае весь процесс повторяется с разным числовым содержимым.
После того, как все сообщения отправлены, станция заканчивает работу. Обычно это одна из форм слова «конец» (например: «end of message», «end of transmission»; «ende»; «fini»; «final», «конец», «000»). Некоторые станции заканчивают сообщение серией из 5 нулей («00000»).

## Технология передачи
За исключением небольшого количества радиостанций, технология передачи предельно проста — коротковолновые передатчики мощностью от 10 до 100 кВт.
Во времена холодной войны в Советском Союзе предположительно использовались передатчики мощностью до 500 кВт. Считается, что они находились за Уральским хребтом и были способны вести передачи на Западную Европу, Северную Африку, возможно, и на Северную Америку.
В конце 1980-х годов технические достижения позволили Советскому Союзу снизить мощность этих номерных радиостанций до 100 кВт.
Местоположение номерных радиостанций, вещавших с территории СССР, не может быть полностью определено и по сей день. Коротковолновый диапазон в Европе был в то время переполнен, что тоже сильно затрудняло попытки пеленга.

## Комментарии
1. ↑  BTTR — «Братья-спасатели[англ.]» (англ. Brothers to the Rescue, исп. Hemarnos al Rescate) — группа сопротивления режиму Фиделя Кастро, использовавшая в своей деятельности авиатехнику для спасения беглецов с Кубы, плывущих на плотах. Известно, что 24 февраля 1996 года у побережья Кубы силами ВВС были сбиты[англ.] два самолёта Cessna 337 Skymaster: погибло четыре члена «Братьев-спасателей». Третий самолёт успел уйти.